# Comuni dell'Honduras

Comuni dell'Honduras

I comuni dell'Honduras (in spagnolo: municipios) sono la divisione amministrativa di secondo livello del Paese, dopo i 18 dipartimenti, e ammontano a 298.
Sono amministrati da sindaci eletti direttamente dal popolo (alcalde), al contrario dei governatori dei dipartimenti che sono nominati.
I comuni più grandi e più urbanizzati hanno diritto al titolo di "città", qualifica puramente formale che non comporta alcuna differenza sul piano dell'autonomia amministrativa.
Per scopi statistici i comuni sono a loro volta suddivisi in 3731 aldeas, e successivamente in 27969 caserios. Al livello più basso, alcuni caserios sono suddivisi in 3336 barrios o colonias; queste ulteriori suddivisioni non hanno però alcuna autonomia amministrativa.

## Lista
Lista dei comuni dell'Honduras con relativa popolazione legale (censimento 2013).
Dipartimento di Atlántida
| Comune        | Popolazione |
| ------------- | ----------- |
| Arizona       | 23 714      |
| El Porvenir   | 21 854      |
| Esparta       | 18 447      |
| Jutiapa       | 34 224      |
| La Ceiba      | 197 267     |
| La Masica     | 29 427      |
| San Francisco | 14 559      |
| Tela          | 96 758      |

Dipartimento di Choluteca
| Comune                | Popolazione |
| --------------------- | ----------- |
| Apacilagua            | 9 065       |
| Choluteca             | 152 519     |
| Concepción de María   | 26 875      |
| Duyure                | 3 519       |
| El Corpus             | 24 646      |
| El Triunfo            | 43 670      |
| Marcovia              | 45 639      |
| Morolica              | 5 000       |
| Namasigue             | 30 056      |
| Orocuina              | 18 315      |
| Pespire               | 23 913      |
| San Antonio de Flores | 5 445       |
| San Isidro            | 3 690       |
| San José              | 4 300       |
| San Marcos de Colón   | 26 494      |
| Santa Ana de Yusguare | 14 474      |

Dipartimento di Colón
| Comune              | Popolazione |
| ------------------- | ----------- |
| Balfate             | 13 103      |
| Bonito Oriental     | 28 427      |
| Iriona              | 20 730      |
| Limón               | 13 742      |
| Sabá                | 29 561      |
| Santa Fe            | 5 428       |
| Santa Rosa de Aguán | 5 376       |
| Sonaguera           | 43 152      |
| Tocoa               | 89 849      |
| Trujillo            | 60 558      |

Dipartimento di Comayagua
| Comune                | Popolazione |
| --------------------- | ----------- |
| Ajuterique            | 11 356      |
| Comayagua             | 144 785     |
| El Rosario            | 28 842      |
| Esquías               | 20 519      |
| Humuya                | 1 319       |
| La Libertad           | 25 891      |
| Lamaní                | 7 009       |
| Las Lajas             | 14 311      |
| La Trinidad           | 4 515       |
| Lejamaní              | 5 680       |
| Meámbar               | 12 522      |
| Minas de Oro          | 13 128      |
| Ojos de Agua          | 10 341      |
| San Jerónimo          | 20 979      |
| San José de Comayagua | 7 796       |
| San José del Potrero  | 6 708       |
| San Luis              | 11 102      |
| San Sebastián         | 3 649       |
| Siguatepeque          | 95 121      |
| Taulabé               | 24 235      |
| Villa de San Antonio  | 23 658      |

Dipartimento di Copán
| Comune              | Popolazione |
| ------------------- | ----------- |
| Cabañas             | 13 727      |
| Concepción          | 7 720       |
| Copán Ruinas        | 38 109      |
| Corquín             | 16 402      |
| Cucuyagua           | 16 073      |
| Dolores             | 6 420       |
| Dulce Nombre        | 5 671       |
| El Paraíso          | 19 882      |
| Florida             | 28 331      |
| La Jigua            | 9 288       |
| La Unión            | 16 007      |
| Nueva Arcadia       | 40 350      |
| San Agustín         | 5 498       |
| San Antonio         | 9 739       |
| San Jerónimo        | 5 020       |
| San José            | 6 975       |
| San Juan de Opoa    | 9 620       |
| San Nicolás         | 7 553       |
| San Pedro de Copán  | 7 540       |
| Santa Rita          | 29 927      |
| Santa Rosa de Copán | 61 083      |
| Trinidad de Copán   | 6 865       |
| Veracruz            | 3 259       |

Dipartimento di Cortés
| Comune                 | Popolazione |
| ---------------------- | ----------- |
| Choloma                | 231 668     |
| La Lima                | 71 910      |
| Omoa                   | 45 179      |
| Pimienta               | 18 557      |
| Potrerillos            | 23 678      |
| Puerto Cortés          | 122 426     |
| San Antonio de Cortés  | 22 135      |
| San Francisco de Yojoa | 21 955      |
| San Manuel             | 53 083      |
| San Pedro Sula         | 719 064     |
| Santa Cruz de Yojoa    | 82 760      |
| Villanueva             | 149 977     |

Dipartimento di El Paraíso
| Comune                | Popolazione |
| --------------------- | ----------- |
| Alauca                | 9 109       |
| Danlí                 | 195 916     |
| El Paraíso            | 44 770      |
| Güinope               | 8 510       |
| Jacaleapa             | 3 966       |
| Liure                 | 10 654      |
| Morocelí              | 16 579      |
| Oropolí               | 5 931       |
| Potrerillos           | 4 242       |
| San Antonio de Flores | 5 564       |
| San Lucas             | 7 712       |
| San Matías            | 5 040       |
| Soledad               | 9 350       |
| Teupasenti            | 41 683      |
| Texiguat              | 8 727       |
| Trojes                | 47 294      |
| Vado Ancho            | 3 981       |
| Yauyupe               | 1 335       |
| Yuscarán              | 14 144      |

Dipartimento di Francisco Morazán
| Comune                 | Popolazione |
| ---------------------- | ----------- |
| Alubarén               | 5 532       |
| Cedros                 | 24 305      |
| Curarén                | 20 335      |
| Distrito Central       | 1 157 509   |
| El Porvenir            | 20 149      |
| Guaimaca               | 28 076      |
| La Libertad            | 2 789       |
| La Venta               | 6 173       |
| Lepaterique            | 19 807      |
| Maraita                | 6 689       |
| Marale                 | 9 132       |
| Nueva Armenia          | 3 515       |
| Ojojona                | 10 457      |
| Orica                  | 13 815      |
| Reitoca                | 10 649      |
| Sabanagrande           | 20 496      |
| San Antonio de Oriente | 15 006      |
| San Buenaventura       | 2 780       |
| San Ignacio            | 8 796       |
| San Juan de Flores     | 15 354      |
| San Miguelito          | 1 910       |
| Santa Ana              | 16 009      |
| Santa Lucía            | 11 906      |
| Talanga                | 34 997      |
| Tatumbla               | 7 197       |
| Valle de Ángeles       | 16 678      |
| Vallecillo             | 8 337       |
| Villa de San Francisco | 10 508      |

Dipartimento di Gracias a Dios
| Comune                | Popolazione |
| --------------------- | ----------- |
| Ahuas                 | 8 095       |
| Brus Laguna           | 12 720      |
| Juan Francisco Bulnes | 6 392       |
| Puerto Lempira        | 47 528      |
| Ramón Villeda Morales | 10 314      |
| Wampusirpi            | 5 746       |

Dipartimento di Intibucá
| Comune                   | Popolazione |
| ------------------------ | ----------- |
| Camasca                  |             |
| Colomoncagua             |             |
| Concepción               |             |
| Dolores                  |             |
| Intibucá                 |             |
| Jesús de Otoro           |             |
| La Esperanza             |             |
| Magdalena                |             |
| Masaguara                |             |
| San Antonio              |             |
| San Francisco de Opalaca |             |
| San Isidro               |             |
| San Juan                 |             |
| San Marcos de la Sierra  |             |
| San Miguelito            |             |
| Santa Lucía              |             |
| Yamaranguila             |             |

Dipartimento di Islas de la Bahía
| Comune                | Popolazione |
| --------------------- | ----------- |
| Guanaja               |             |
| José Santos Guardiola |             |
| Roatán                |             |
| Útila                 |             |

Dipartimento di La Paz
| Comune                | Popolazione |
| --------------------- | ----------- |
| Aguanqueterique       |             |
| Cabañas               |             |
| Cane                  |             |
| Chinacla              |             |
| Guajiquiro            |             |
| La Paz                |             |
| Lauterique            |             |
| Marcala               |             |
| Mercedes de Oriente   |             |
| Opatoro               |             |
| San Antonio del Norte |             |
| San José              |             |
| San Juan              |             |
| San Pedro de Tutule   |             |
| Santa Ana             |             |
| Santa Elena           |             |
| Santa María           |             |
| Santiago de Puringla  |             |
| Yarula                |             |

Dipartimento di Lempira
| Comune                | Popolazione |
| --------------------- | ----------- |
| Belén                 |             |
| Candelaria            |             |
| Cololaca              |             |
| Erandique             |             |
| Gracias               |             |
| Gualcince             |             |
| Guarita               |             |
| La Campa              |             |
| La Iguala             |             |
| La Unión              |             |
| La Virtud             |             |
| Las Flores            |             |
| Lepaera               |             |
| Mapulaca              |             |
| Piraera               |             |
| San Andrés            |             |
| San Francisco         |             |
| San Juan Guarita      |             |
| San Manuel Colohete   |             |
| San Marcos de Caiquín |             |
| San Rafael            |             |
| San Sebastián         |             |
| Santa Cruz            |             |
| Talgua                |             |
| Tambla                |             |
| Tomalá                |             |
| Valladolid            |             |
| Virginia              |             |

Dipartimento di Ocotepeque
| Comune                  | Popolazione |
| ----------------------- | ----------- |
| Belén Gualcho           |             |
| Concepción              |             |
| Dolores Merendón        |             |
| Fraternidad             |             |
| La Encarnación          |             |
| La Labor                |             |
| Lucerna                 |             |
| Mercedes                |             |
| Ocotepeque              |             |
| San Fernando            |             |
| San Francisco del Valle |             |
| San Jorge               |             |
| San Marcos              |             |
| Santa Fe                |             |
| Sensenti                |             |
| Sinuapa                 |             |

Dipartimento di Olancho
| Comune                   | Popolazione |
| ------------------------ | ----------- |
| Campamento               |             |
| Catacamas                |             |
| Concordia                |             |
| Dulce Nombre de Culmí    |             |
| El Rosario               |             |
| Esquipulas del Norte     |             |
| Gualaco                  |             |
| Guarizama                |             |
| Guata                    |             |
| Guayape                  |             |
| Jano                     |             |
| Juticalpa                |             |
| La Unión                 |             |
| Mangulile                |             |
| Manto                    |             |
| Patuca                   |             |
| Salamá                   |             |
| San Esteban              |             |
| San Francisco de Becerra |             |
| San Francisco de La Paz  |             |
| Santa María del Real     |             |
| Silca                    |             |
| Yocón                    |             |

Dipartimento di Santa Bárbara
| Comune                  | Popolazione |
| ----------------------- | ----------- |
| Arada                   |             |
| Atima                   |             |
| Azacualpa               |             |
| Ceguaca                 |             |
| Chinda                  |             |
| Concepción del Norte    |             |
| Concepción del Sur      |             |
| El Níspero              |             |
| Gualala                 |             |
| Ilama                   |             |
| Las Vegas               |             |
| Macuelizo               |             |
| Naranjito               |             |
| Nueva Frontera          |             |
| Nuevo Celilac           |             |
| Petoa                   |             |
| Protección              |             |
| Quimistán               |             |
| San Francisco de Ojuera |             |
| San José de Colinas     |             |
| San Luis                |             |
| San Marcos              |             |
| San Nicolás             |             |
| San Pedro Zacapa        |             |
| San Vicente Centenario  |             |
| Santa Bárbara           |             |
| Santa Rita              |             |
| Trinidad                |             |

Dipartimento di Valle
| Comune                 | Popolazione |
| ---------------------- | ----------- |
| Alianza                |             |
| Amapala                |             |
| Aramecina              |             |
| Caridad                |             |
| Goascorán              |             |
| Langue                 |             |
| Nacaome                |             |
| San Francisco de Coray |             |
| San Lorenzo            |             |

Dipartimento di Yoro
| Comune      | Popolazione |
| ----------- | ----------- |
| Arenal      |             |
| El Negrito  |             |
| El Progreso |             |
| Jocón       |             |
| Morazán     |             |
| Olanchito   |             |
| Santa Rita  |             |
| Sulaco      |             |
| Victoria    |             |
| Yorito      |             |
| Yoro        |             |